# Stensjön (Arjeplogs socken, Lappland, 733919-160552)
Stensjön är en sjö i Arjeplogs kommun i Lappland och ingår i Skellefteälvens huvudavrinningsområde.